# Cyathea
Cyathea är ett släkte av ormbunkar. Cyathea ingår i familjen Cyatheaceae.
Cyathea är enda släktet i familjen Cyatheaceae.

## Bildgalleri

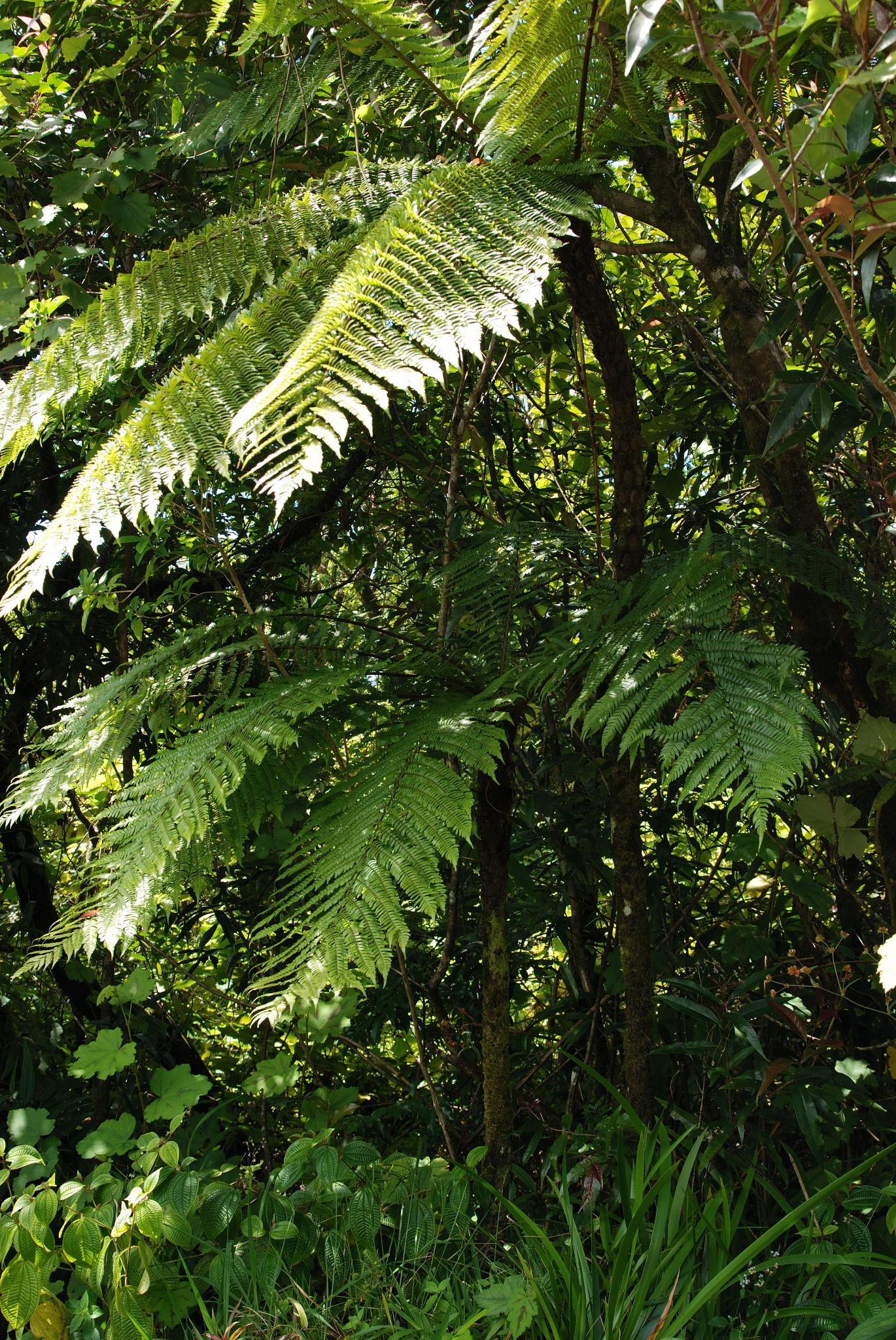
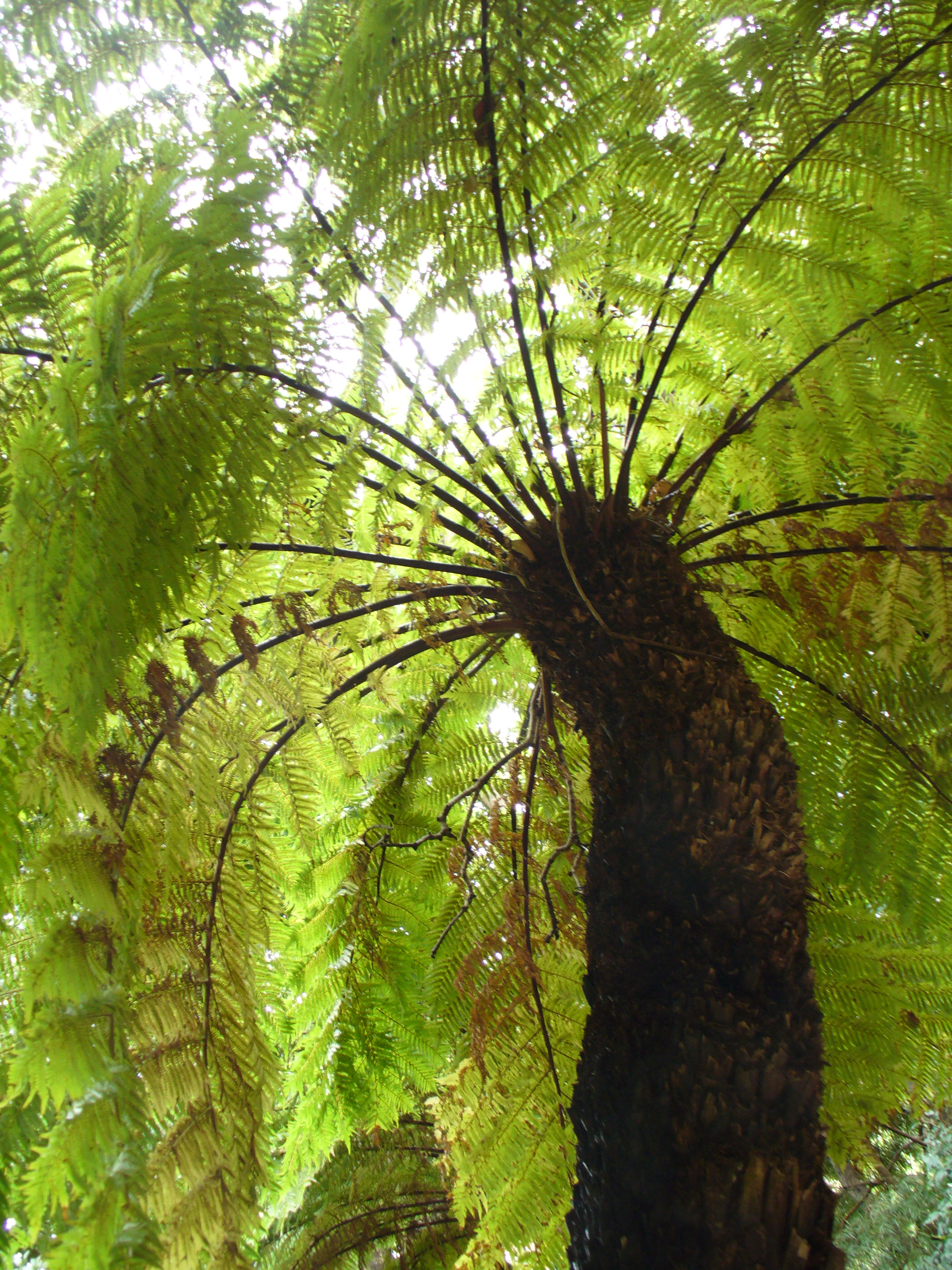
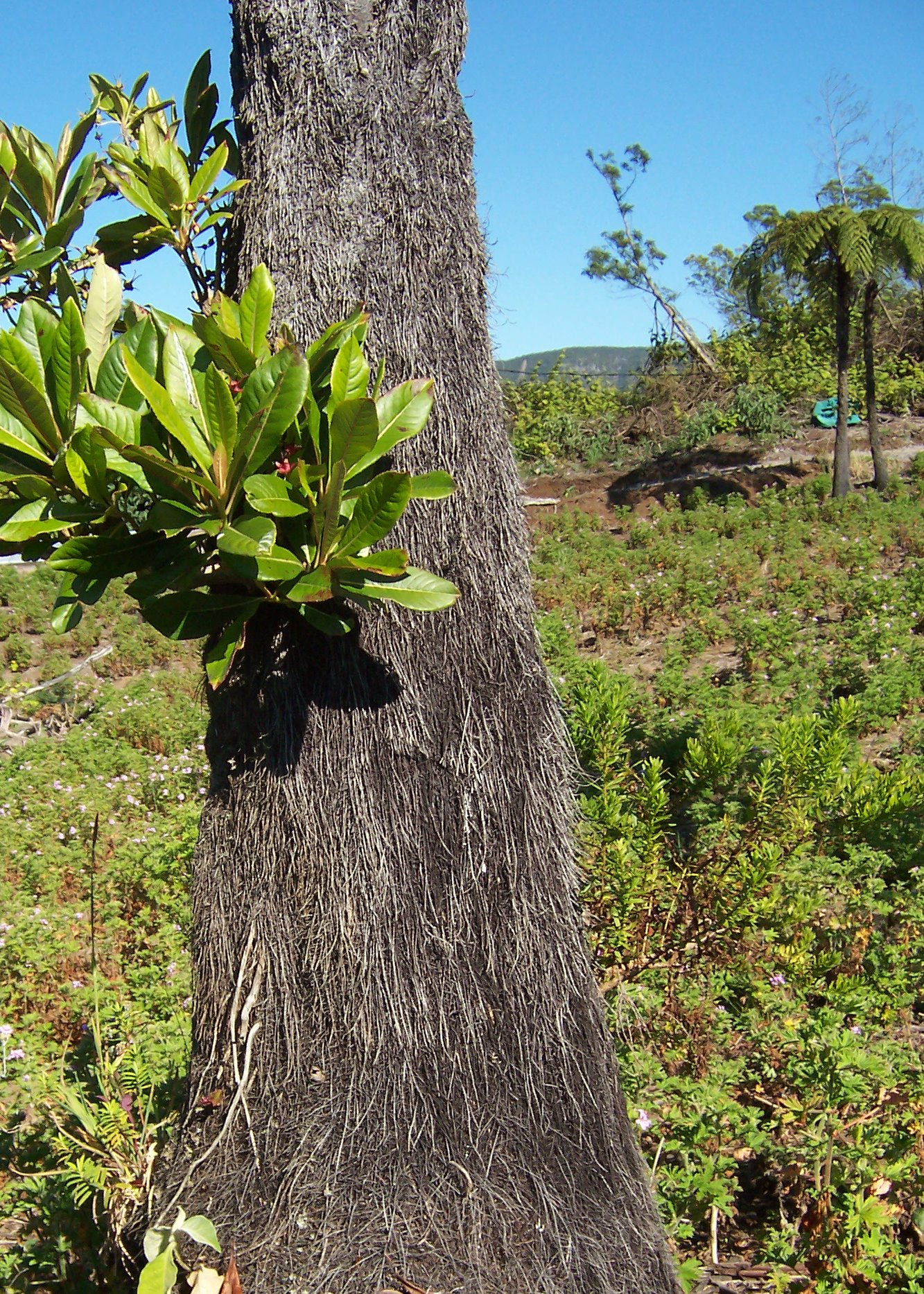
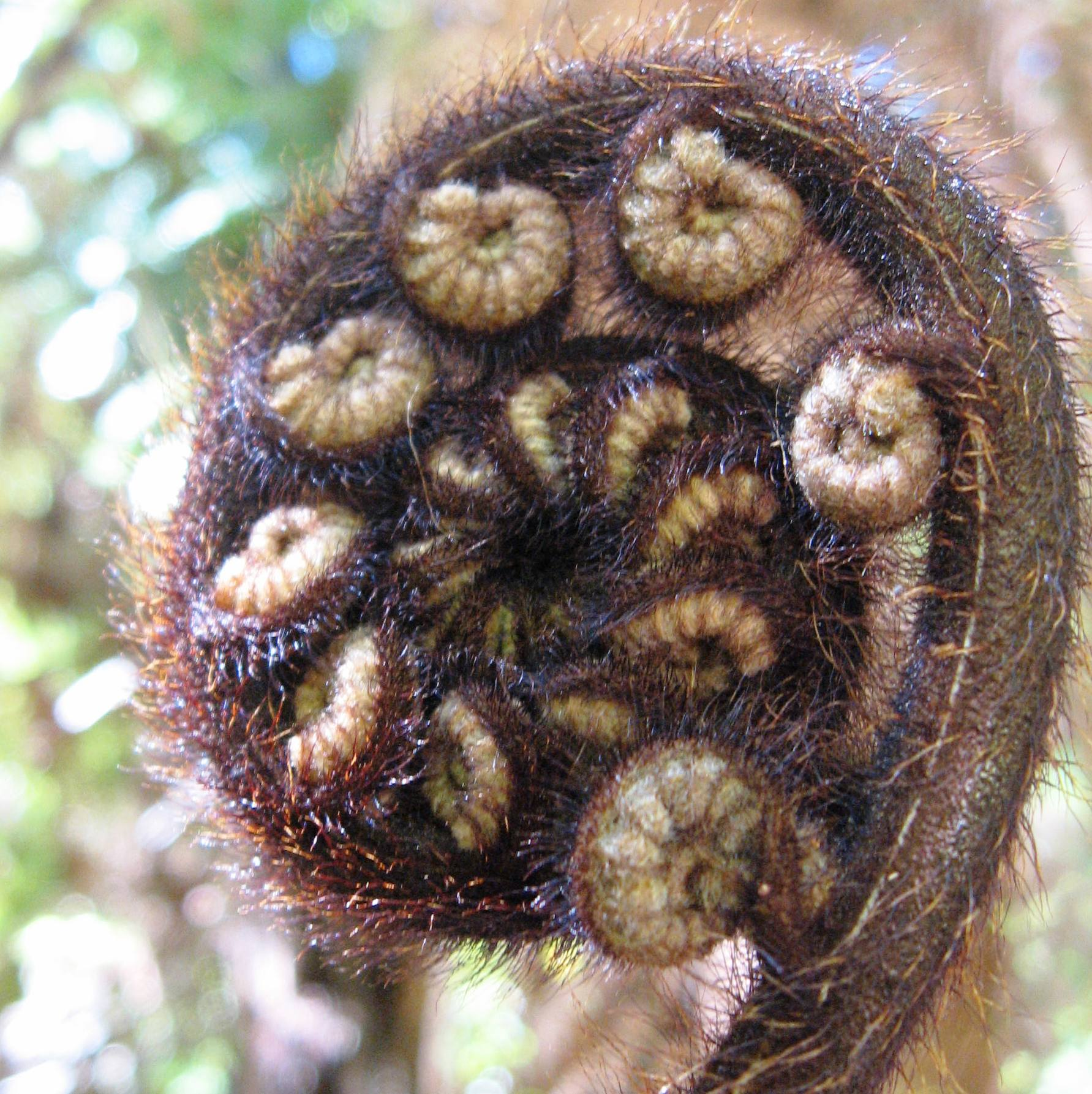
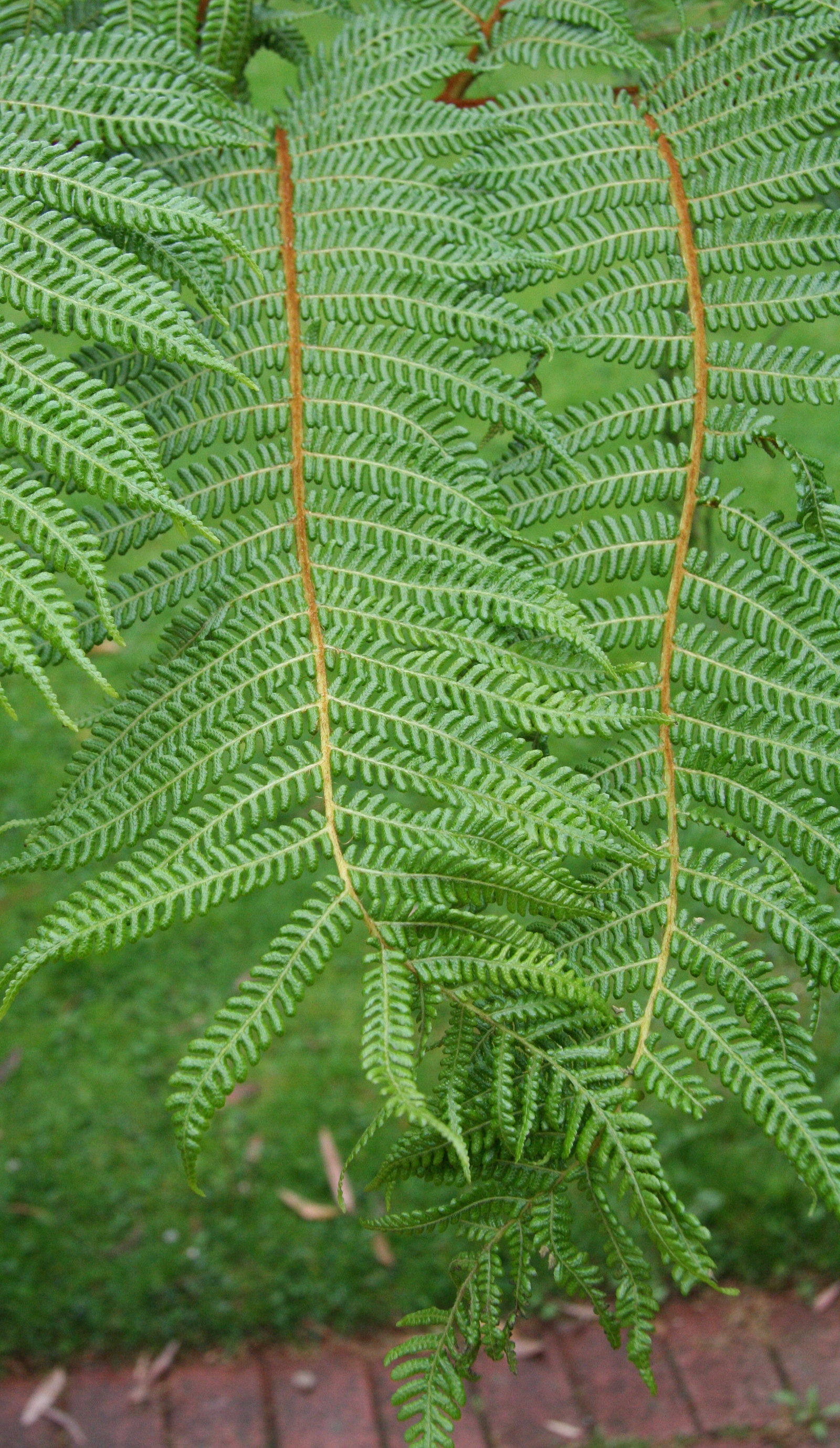
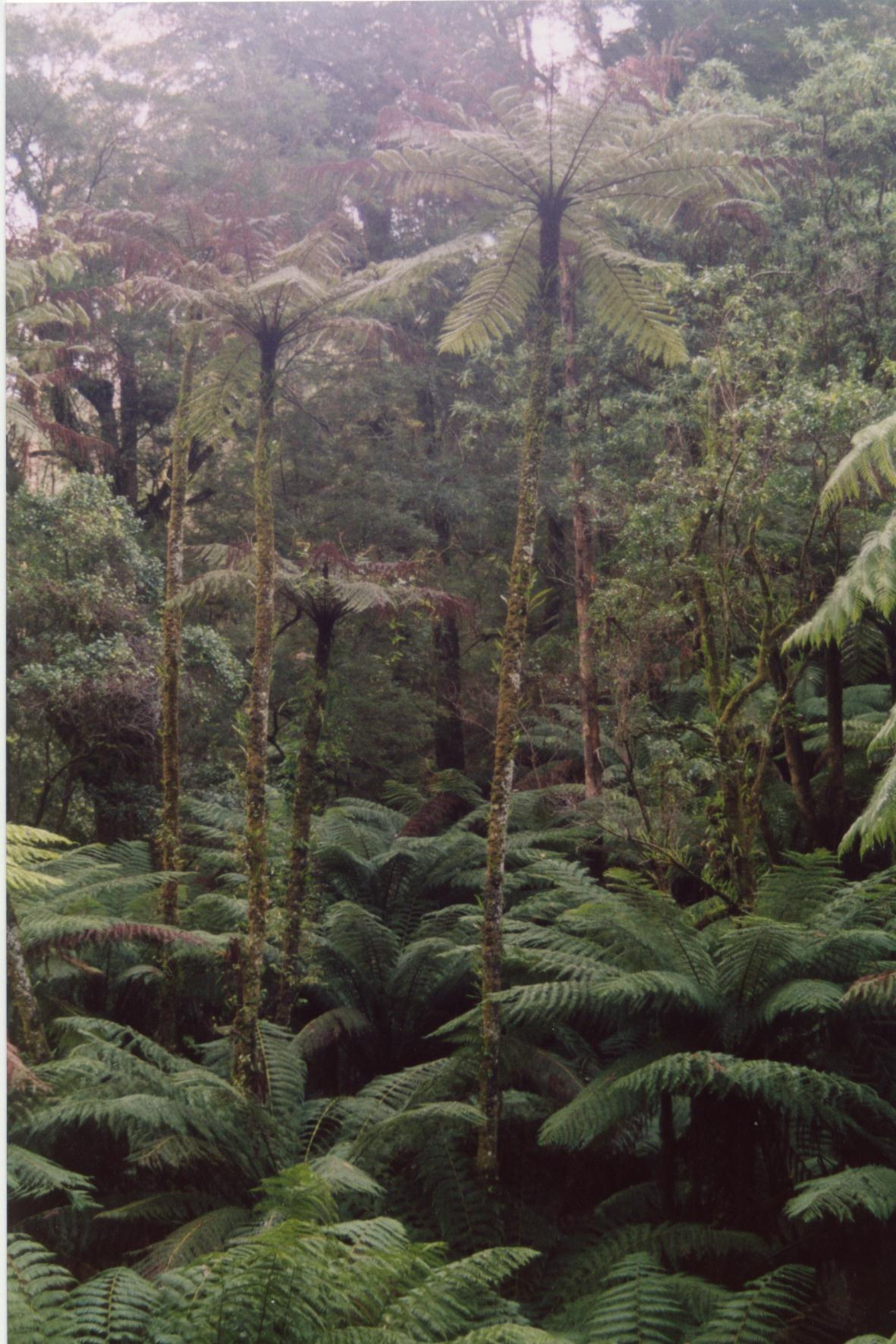

## Dottertaxa tillCyathea, i alfabetisk ordning[1]
- Cyathea abbottii
- Cyathea abbreviata
- Cyathea acantha
- Cyathea acanthophora
- Cyathea aciculosa
- Cyathea acrostichoides
- Cyathea acuminata
- Cyathea acutidens
- Cyathea acutula
- Cyathea aemula
- Cyathea aeneifolia
- Cyathea affinis
- Cyathea agatheti
- Cyathea akawaiorum
- Cyathea alata
- Cyathea alatissima
- Cyathea albida
- Cyathea albidosquamata
- Cyathea albifrons
- Cyathea albomarginata
- Cyathea albosetacea
- Cyathea alderwereltii
- Cyathea alleniae
- Cyathea alstonii
- Cyathea alta
- Cyathea alternans
- Cyathea alticola
- Cyathea amabilis
- Cyathea amboinensis
- Cyathea ameristoneura
- Cyathea amintae
- Cyathea anacampta
- Cyathea andersonii
- Cyathea andicola
- Cyathea andina
- Cyathea andohahelensis
- Cyathea aneitensis
- Cyathea angiensis
- Cyathea angustipinna
- Cyathea annae
- Cyathea apiculata
- Cyathea apoensis
- Cyathea appendiculata
- Cyathea approximata
- Cyathea aramaganensis
- Cyathea arborea
- Cyathea archboldii
- Cyathea aristata
- Cyathea armata
- Cyathea arnecornelii
- Cyathea ars
- Cyathea arthropoda
- Cyathea ascendens
- Cyathea aspera
- Cyathea asplenioides
- Cyathea assimilis
- Cyathea assurgens
- Cyathea atahuallpa
- Cyathea aterrima
- Cyathea atrocastanea
- Cyathea atropurpurea
- Cyathea atrospinosa
- Cyathea atrovirens
- Cyathea atrox
- Cyathea auriculata
- Cyathea auriculifera
- Cyathea australis
- Cyathea austroamericana
- Cyathea austropallescens
- Cyathea austroyunnanensis
- Cyathea axillaris
- Cyathea azuayensis
- Cyathea baileyana
- Cyathea balanocarpa
- Cyathea ballardii
- Cyathea baroumba
- Cyathea barringtonii
- Cyathea basirotundata
- Cyathea batjanensis
- Cyathea bella
- Cyathea bellisquamata
- Cyathea bernardii
- Cyathea betchei
- Cyathea bettinae
- Cyathea bicrenata
- Cyathea biformis
- Cyathea biliranensis
- Cyathea binayana
- Cyathea binuangensis
- Cyathea bipinnata
- Cyathea bisquamata
- Cyathea boivinii
- Cyathea boiviniiformis
- Cyathea boliviana
- Cyathea borbonica
- Cyathea borinquena
- Cyathea borneensis
- Cyathea boryana
- Cyathea bourgaei
- Cyathea boytelii
- Cyathea brachyphylla
- Cyathea brackenridgei
- Cyathea bradei
- Cyathea brevipinna
- Cyathea brevistipes
- Cyathea brooksii
- Cyathea brownii
- Cyathea brucei
- Cyathea brunei
- Cyathea brunnescens
- Cyathea brunoniana
- Cyathea bryophila
- Cyathea buennemeijerii
- Cyathea callosa
- Cyathea calolepis
- Cyathea camerooniana
- Cyathea camiguinensis
- Cyathea capensis
- Cyathea capitata
- Cyathea caracasana
- Cyathea carrii
- Cyathea catacampta
- Cyathea catillifera
- Cyathea caudata
- Cyathea celebica
- Cyathea cervantesiana
- Cyathea chamaedendron
- Cyathea chinensis
- Cyathea chiricana
- Cyathea chocoensis
- Cyathea chontilla
- Cyathea choricarpa
- Cyathea christii
- Cyathea cicatricosa
- Cyathea cincinnata
- Cyathea cinerea
- Cyathea cnemidaria
- Cyathea coactilis
- Cyathea cocleana
- Cyathea colensoi
- Cyathea conantiana
- Cyathea concinna
- Cyathea concordia
- Cyathea conferta
- Cyathea confinis
- Cyathea conformis
- Cyathea conjugata
- Cyathea conquisita
- Cyathea consimilis
- Cyathea contaminans
- Cyathea cooperi
- Cyathea corallifera
- Cyathea corcovadensis
- Cyathea coriacea
- Cyathea costalisora
- Cyathea costaricensis
- Cyathea costulisora
- Cyathea coursii
- Cyathea crassa
- Cyathea crenulata
- Cyathea crinita
- Cyathea croftii
- Cyathea cruciata
- Cyathea ctenitoides
- Cyathea cuatrecasasii
- Cyathea cubensis
- Cyathea cucullifera
- Cyathea cumingii
- Cyathea cunninghamii
- Cyathea curranii
- Cyathea cuspidata
- Cyathea cyatheoides
- Cyathea cyclodium
- Cyathea cystolepis
- Cyathea darienensis
- Cyathea dealbata
- Cyathea decomposita
- Cyathea decorata
- Cyathea decrescens
- Cyathea decurrens
- Cyathea dejecta
- Cyathea delgadii
- Cyathea deminuens
- Cyathea demissa
- Cyathea dichromatolepis
- Cyathea dicksonioides
- Cyathea dilatata
- Cyathea dimorpha
- Cyathea dintelmannii
- Cyathea discophora
- Cyathea dissimilis
- Cyathea dissoluta
- Cyathea divergens
- Cyathea doctersii
- Cyathea dombeyi
- Cyathea dregei
- Cyathea dudleyi
- Cyathea dyeri
- Cyathea ebenina
- Cyathea edanoi
- Cyathea eggersii
- Cyathea elliottii
- Cyathea elliptica
- Cyathea elmeri
- Cyathea emilei
- Cyathea engelii
- Cyathea epaleata
- Cyathea erinacea
- Cyathea eriophora
- Cyathea esmeraldensis
- Cyathea estelae
- Cyathea ewanii
- Cyathea everta
- Cyathea excavata
- Cyathea excelsa
- Cyathea exilis
- Cyathea fadenii
- Cyathea fagildei
- Cyathea falcata
- Cyathea feani
- Cyathea felina
- Cyathea fenicis
- Cyathea ferdinandii
- Cyathea ferruginea
- Cyathea firma
- Cyathea flava
- Cyathea flexuosa
- Cyathea foersteri
- Cyathea frigida
- Cyathea fugax
- Cyathea fulgens
- Cyathea fuliginosa
- Cyathea fulva
- Cyathea fusca
- Cyathea gardneri
- Cyathea gastonyi
- Cyathea geluensis
- Cyathea gibbosa
- Cyathea gigantea
- Cyathea glaberrima
- Cyathea glabra
- Cyathea glandulifera
- Cyathea glauca
- Cyathea glaziovii
- Cyathea gleichenioides
- Cyathea godmanii
- Cyathea goudeyi
- Cyathea gracilis
- Cyathea grandifolia
- Cyathea grangaudiana
- Cyathea grantii
- Cyathea grata
- Cyathea grayumii
- Cyathea gregaria
- Cyathea grevilleana
- Cyathea guentheriana
- Cyathea halconensis
- Cyathea hancockii
- Cyathea harrisii
- Cyathea haughtii
- Cyathea havilandii
- Cyathea hebes
- Cyathea hemiepiphytica
- Cyathea herzogii
- Cyathea heterochlamydea
- Cyathea hirsuta
- Cyathea hirsutissima
- Cyathea hodgeana
- Cyathea holdrigeana
- Cyathea hombersleyii
- Cyathea hooglandii
- Cyathea hookeri
- Cyathea hornei
- Cyathea horrida
- Cyathea horridula
- Cyathea hotteana
- Cyathea howeana
- Cyathea humbertiana
- Cyathea humblotii
- Cyathea humilis
- Cyathea hunsteiniana
- Cyathea hymenodes
- Cyathea hymenophylloides
- Cyathea imbricata
- Cyathea impar
- Cyathea impolita
- Cyathea imrayana
- Cyathea inaequalis
- Cyathea incana
- Cyathea incisoserrata
- Cyathea incognita
- Cyathea inquinans
- Cyathea insignis
- Cyathea insulana
- Cyathea insularum
- Cyathea integra
- Cyathea intermedia
- Cyathea intramarginalis
- Cyathea irregularis
- Cyathea isaloensis
- Cyathea ivohibensis
- Cyathea jacobsii
- Cyathea jamaicensis
- Cyathea javanica
- Cyathea jimeneziana
- Cyathea junghuhniana
- Cyathea kalbreyeri
- Cyathea kanehirae
- Cyathea karsteniana
- Cyathea kermadecensis
- Cyathea khasyana
- Cyathea kirkii
- Cyathea klossii
- Cyathea lamoureuxii
- Cyathea lasiosora
- Cyathea lastii
- Cyathea latebrosa
- Cyathea latevagans
- Cyathea lathamii
- Cyathea latipinnula
- Cyathea lechleri
- Cyathea lechria
- Cyathea ledermannii
- Cyathea leichhardtiana
- Cyathea lepidoclada
- Cyathea lepifera
- Cyathea leprieurii
- Cyathea leptochlamys
- Cyathea leucofolis
- Cyathea leucolepis
- Cyathea leucolepismata
- Cyathea leucotricha
- Cyathea lewisii
- Cyathea liebmannii
- Cyathea liesneri
- Cyathea ligulata
- Cyathea lindigii
- Cyathea lisyae
- Cyathea lockwoodiana
- Cyathea loerzingii
- Cyathea loheri
- Cyathea longipes
- Cyathea longipinnata
- Cyathea longispina
- Cyathea loubetiana
- Cyathea lunulata
- Cyathea lurida
- Cyathea macarenensis
- Cyathea macgillivrayi
- Cyathea macgregorii
- Cyathea macrocarpa
- Cyathea macropoda
- Cyathea macrosora
- Cyathea madagascarica
- Cyathea magna
- Cyathea magnifolia
- Cyathea manniana
- Cyathea mapahuwensis
- Cyathea marattioides
- Cyathea marcescens
- Cyathea marginalis
- Cyathea marginata
- Cyathea masapilidensis
- Cyathea media
- Cyathea medinae
- Cyathea medullaris
- Cyathea megalosora
- Cyathea melleri
- Cyathea meridionalis
- Cyathea mertensiana
- Cyathea mesosora
- Cyathea metteniana
- Cyathea micra
- Cyathea microchlamys
- Cyathea microdonta
- Cyathea microlepidota
- Cyathea microphylla
- Cyathea microphylloides
- Cyathea mildbraedii
- Cyathea milnei
- Cyathea minor
- Cyathea minuta
- Cyathea modesta
- Cyathea mollicula
- Cyathea moluccana
- Cyathea monosticha
- Cyathea moralesiana
- Cyathea moranii
- Cyathea moseleyi
- Cyathea mossambicensis
- Cyathea mucilagina
- Cyathea muelleri
- Cyathea multiflora
- Cyathea multisegmenta
- Cyathea murkelensis
- Cyathea mutica
- Cyathea myosuroides
- Cyathea myriotricha
- Cyathea nanna
- Cyathea neblinae
- Cyathea negrosiana
- Cyathea nephele
- Cyathea nervosa
- Cyathea nesiotica
- Cyathea nicklesii
- Cyathea nigricans
- Cyathea nigripes
- Cyathea nigrolineata
- Cyathea nigropaleata
- Cyathea nilgirensis
- Cyathea nockii
- Cyathea nodulifera
- Cyathea notabilis
- Cyathea nothofagorum
- Cyathea novae-caledoniae
- Cyathea obliqua
- Cyathea obnoxia
- Cyathea obscura
- Cyathea obtecta
- Cyathea obtusa
- Cyathea odonelliana
- Cyathea ogurae
- Cyathea ohaensis
- Cyathea oinops
- Cyathea oosora
- Cyathea orientalis
- Cyathea orthogonalis
- Cyathea pachyrrhachis
- Cyathea pacifica
- Cyathea palaciosii
- Cyathea pallescens
- Cyathea pallidipaleata
- Cyathea papuana
- Cyathea parianensis
- Cyathea parksiae
- Cyathea parvipinna
- Cyathea parvula
- Cyathea patellifera
- Cyathea pauciflora
- Cyathea paucifolia
- Cyathea peladensis
- Cyathea pendula
- Cyathea percrassa
- Cyathea perpelvigera
- Cyathea perpunctulata
- Cyathea perrieriana
- Cyathea persquamulifera
- Cyathea petiolata
- Cyathea phalaenolepis
- Cyathea phalerata
- Cyathea phegopteroides
- Cyathea philippinensis
- Cyathea physolepidota
- Cyathea pilosissima
- Cyathea pilosula
- Cyathea pilozana
- Cyathea pilulifera
- Cyathea pinnula
- Cyathea plagiostegia
- Cyathea planadae
- Cyathea platylepis
- Cyathea plicata
- Cyathea podophylla
- Cyathea poeppigii
- Cyathea polliculi
- Cyathea polypoda
- Cyathea polystichoides
- Cyathea ponapeana
- Cyathea poolii
- Cyathea portoricensis
- Cyathea povedae
- Cyathea praeceps
- Cyathea praecincta
- Cyathea praetermissa
- Cyathea procera
- Cyathea propinqua
- Cyathea pruinosa
- Cyathea pseudobellisquamata
- Cyathea pseudomuelleri
- Cyathea pseudonanna
- Cyathea pubens
- Cyathea puberula
- Cyathea pubescens
- Cyathea pukuana
- Cyathea pulcherrima
- Cyathea punctulata
- Cyathea pungens
- Cyathea pycnoneura
- Cyathea quadrata
- Cyathea quindiuensis
- Cyathea raciborskii
- Cyathea raiateensis
- Cyathea ramispina
- Cyathea ramispinoides
- Cyathea rebeccae
- Cyathea recommutata
- Cyathea recurvata
- Cyathea retanae
- Cyathea rigens
- Cyathea robertsiana
- Cyathea robinsonii
- Cyathea robusta
- Cyathea rojasiana
- Cyathea rolandii
- Cyathea roraimensis
- Cyathea roroka
- Cyathea rosenstockii
- Cyathea rouhaniana
- Cyathea rubella
- Cyathea rubiginosa
- Cyathea rufa
- Cyathea rufescens
- Cyathea rufopannosa
- Cyathea ruiziana
- Cyathea runensis
- Cyathea rupestris
- Cyathea saccata
- Cyathea sagittifolia
- Cyathea salletii
- Cyathea salvinii
- Cyathea samoensis
- Cyathea sarasinorum
- Cyathea scabra
- Cyathea scandens
- Cyathea schiedeana
- Cyathea schlechteri
- Cyathea schliebenii
- Cyathea schlimii
- Cyathea scopulina
- Cyathea sechellarum
- Cyathea semiamplectens
- Cyathea senex
- Cyathea senilis
- Cyathea serpens
- Cyathea serratifolia
- Cyathea sessilifolia
- Cyathea setchellii
- Cyathea setifera
- Cyathea setosa
- Cyathea setulosa
- Cyathea sibuyanensis
- Cyathea similis
- Cyathea simplex
- Cyathea simulans
- Cyathea singularis
- Cyathea sinuata
- Cyathea sipapoensis
- Cyathea sledgei
- Cyathea smithiana
- Cyathea smithii
- Cyathea societarum
- Cyathea solomonensis
- Cyathea sorisquamata
- Cyathea speciosa
- Cyathea spectabilis
- Cyathea spinulosa
- Cyathea squamata
- Cyathea squamulata
- Cyathea squamulosa
- Cyathea squarrosa
- Cyathea srilankensis
- Cyathea stelligera
- Cyathea sternbergii
- Cyathea steyermarkii
- Cyathea stipitipinnula
- Cyathea stokesii
- Cyathea stolzeana
- Cyathea stolzei
- Cyathea straminea
- Cyathea strigillosa
- Cyathea strigosa
- Cyathea subdubia
- Cyathea subincisa
- Cyathea subindusiata
- Cyathea subsessilis
- Cyathea subtripinnata
- Cyathea suluensis
- Cyathea sumatrana
- Cyathea superba
- Cyathea suprapilosa
- Cyathea suprastrigosa
- Cyathea surinamensis
- Cyathea sylvatica
- Cyathea tenera
- Cyathea tenggerensis
- Cyathea tenuicaulis
- Cyathea tenuis
- Cyathea tepuiana
- Cyathea ternatea
- Cyathea teysmannii
- Cyathea thelypteroides
- Cyathea thomsonii
- Cyathea thysanolepis
- Cyathea tomentosa
- Cyathea tomentosissima
- Cyathea tortuosa
- Cyathea trachypoda
- Cyathea traillii
- Cyathea trichiata
- Cyathea trichodesma
- Cyathea trichomanoides
- Cyathea trichophora
- Cyathea trinitensis
- Cyathea tripinnata
- Cyathea tripinnatifida
- Cyathea truncata
- Cyathea tryoniana
- Cyathea tryonorum
- Cyathea tsaratanaensis
- Cyathea tsilotsilensis
- Cyathea tussacii
- Cyathea tuyamae
- Cyathea uleana
- Cyathea ulei
- Cyathea universitatis
- Cyathea urbanii
- Cyathea ursina
- Cyathea valdesquamata
- Cyathea walkerae
- Cyathea wallacei
- Cyathea vandeusenii
- Cyathea varians
- Cyathea vaupelii
- Cyathea vaupensis
- Cyathea weatherbyana
- Cyathea veitchii
- Cyathea welwitschii
- Cyathea wendlandii
- Cyathea venezuelensis
- Cyathea wengiensis
- Cyathea werffii
- Cyathea werneri
- Cyathea verrucosa
- Cyathea vieillardii
- Cyathea viguieri
- Cyathea vilhelmii
- Cyathea williamsii
- Cyathea villosa
- Cyathea wilsonii
- Cyathea windischiana
- Cyathea vittata
- Cyathea womersleyi
- Cyathea woodwardioides
- Cyathea woollsiana
- Cyathea yungensis
- Cyathea zakamenensis
- Cyathea zamboangana